# Madu Tiga
Madu Tiga (Drei Ehefrauen) ist ein singapurischer romantischer Schwarz-Weiß-Film aus dem Jahr 1964 in malaiischer Sprache, der von P. Ramlee inszeniert wurde und in dem er zusammen mit Sarimah, Ahmad Nisfu und M. Rafiee die Hauptrolle spielt.
Dieser Film gewann den Titel Bester Komödienfilm beim 11. Asiatischen Filmfestival in Taipeh (Taiwan) im Mai 1964.
Am 21. März 2014 stufte The Straits Times Madu Tiga als einen der fünf besten malaiischen Filme, die in Singapur gedreht wurden, ein und bezeichnete ihn als „Klassiker“.